# NGC 2373
NGC 2373 is een spiraalvormig sterrenstelsel in het sterrenbeeld Tweelingen. Het hemelobject werd op 20 februari 1849 ontdekt door Johnstone Stoney, assistent van de Ierse astronoom William Parsons.

## Synoniemen
- UGC 3848
- IRAS07233+3355
- MCG 6-17-4
- KUG 0723+339
- ZWG 177.14
- ARAK 131
- NPM1G +33.0105
- PGC 21016